# Evelyn Vicchiarello
Evelyn Vicchiarello (Lanciano, 24 ottobre 1986) è una giocatrice di calcio a 5 ed ex calciatrice italiana, di ruolo attaccante, dal 2020 nel Pelletterie Firenze.
In serie A ha vestito anche le maglie di Vigor Senigallia, Bardolino Verona, Reggiana e Chiasiellis.
Con la maglia azzurra delle nazionali giovanili da ricordare le partecipazioni ai Mondiali thailandesi del 2004 ed agli Europei Under-19, che si sono disputati in Finlandia.

## Caratteristiche tecniche
Giocatrice adatta a ricoprire ruoli nel settore offensivo, è una mezzapunta dal buon controllo di palla che si colloca naturalmente dietro alle punte contribuendo alla manovra d'attacco fornendo assist o andando lei stessa alla conclusione; in base a quanto sostenuto dal tecnico Aldo Sabatelli che la allenò per due anni "una trequartista un po' alla Totti".

## Carriera

### Calcio a 11

#### Club
Evelyn Vicchiarello si appassiona al calcio in giovane età, giocando con i maschietti dall'età di sette anni.
Dopo aver indossato la maglia di Atletico Ortona prima e dal 2001 al Lux Chieti in Serie C regionale, nell'estate 2002 trova un accordo con la Girls Roseto per giocare. Con la società di Roseto degli Abruzzi rimane tre stagioni passando dalla Serie C alla Serie B, rispettivamente l'allora quarto e terzo livello nella struttura del campionato italiano femminile di calcio, e rimanendo fino all'estate 2005, quando l'interesse espresso dal Vigor Senigallia la convince ad affrontare una nuova avventura per giocare in Serie A.
Con le rossoblu fa il suo esordio nel corso della stagione 2005-2006, la migliore della società rossoblu conclusa al quinto posto dalle Vigorine, rimanendo anche la stagione successiva dove la squadra non riesce più ad essere competitiva, conquistando solo 20 punti conquistati su 22 che le valsero l'undicesima e penultima posizione costringendola alla retrocessione.
Nell'estate 2007 trova un accordo con il Bardolino Verona, società con cui riesce a vincere il suo primo scudetto e la Supercoppa, raggiungendo la finale di Coppa Italia e la semifinale dell'edizione 2007-2008 UEFA Women's Cup.
La sua stagione con le gialloblu è anche l'unica e nell'estate 2008 concretizza un accordo con la Reggiana. Indosserà la maglia granata per tre stagioni riuscendo a disputare dei campionati di vertice e conquistando la sua prima Coppa Italia al termine della stagione 2009-2010.
Durante l'estate 2010 firma per il Chiasiellis, con la quale disputa due stagioni, per poi passare al Graphistudio Tavagnacco. Al termine della stagione 2013-2014 decide di non rinnovare il contratto con le gialloblu trovando un accordo con il Firenze.
Dopo una sola stagione giocata con la maglia del Chieti in Serie A e conclusasi con la retrocessione in Serie B, nell'estate 2017 è tornata a Firenze, trovando un accordo con il Florentia, neopromosso in Serie B.
Al termine della stagione 2022-2023 comunica il suo ritiro dal calcio giocato.

#### Nazionale
Ha fatto parte della nazionale italiana Under-19 in occasione dei campionati mondiali 2004 di categoria. È stata successivamente convocata nella nazionale maggiore in diverse occasioni, inserita nella rosa che ha disputato i campionati europei 2009.

### Calcio a 5

#### Club
Dopo l'annuncio del suo ritiro nel calcio a 11 Vicchiarello decide di continuare l'attività agonistica in una nuova disciplina sportiva, trova un accordo con il Pelletterie Firenze per giocare il campionato di Serie A 2020-2021.

## Statistiche

### Cronologia presenze e reti in nazionale
| Cronologia completa delle presenze e delle reti in nazionale ― Italia | Cronologia completa delle presenze e delle reti in nazionale ― Italia | Cronologia completa delle presenze e delle reti in nazionale ― Italia | Cronologia completa delle presenze e delle reti in nazionale ― Italia | Cronologia completa delle presenze e delle reti in nazionale ― Italia | Cronologia completa delle presenze e delle reti in nazionale ― Italia | Cronologia completa delle presenze e delle reti in nazionale ― Italia | Cronologia completa delle presenze e delle reti in nazionale ― Italia |
| Data                                                                  | Città                                                                 | In casa                                                               | Risultato                                                             | Ospiti                                                                | Competizione                                                          | Reti                                                                  | Note                                                                  |
| --------------------------------------------------------------------- | --------------------------------------------------------------------- | --------------------------------------------------------------------- | --------------------------------------------------------------------- | --------------------------------------------------------------------- | --------------------------------------------------------------------- | --------------------------------------------------------------------- | --------------------------------------------------------------------- |
| 1-7-2007                                                              | Qinhuangdao                                                           | Messico                                                               | 2 – 2                                                                 | Italia                                                                | Amichevole                                                            | -                                                                     | 46’                                                                   |
| 4-7-2007                                                              | Shenyang                                                              | Italia                                                                | 5 – 0                                                                 | Thailandia                                                            | Amichevole                                                            | -                                                                     | 61’                                                                   |
| 8-4-2009                                                              | Kilmarnock                                                            | Scozia                                                                | 1 – 4                                                                 | Italia                                                                | Amichevole                                                            | -                                                                     |                                                                       |
| 19-5-2010                                                             | Stettino                                                              | Polonia                                                               | 1 – 5                                                                 | Italia                                                                | Amichevole                                                            | -                                                                     | 77’                                                                   |
| 19-6-2010                                                             | Montereale Valcellina                                                 | Italia                                                                | 6 – 0                                                                 | Slovenia                                                              | Qual. Mondiali 2011                                                   | -                                                                     | 75’                                                                   |
| 23-6-2010                                                             | Vantaa                                                                | Finlandia                                                             | 1 – 3                                                                 | Italia                                                                | Qual. Mondiali 2011                                                   | -                                                                     | 54’                                                                   |
| 2-3-2011                                                              | Larnaca                                                               | Inghilterra                                                           | 2 – 0                                                                 | Italia                                                                | Cyprus Cup 2011                                                       | -                                                                     | 80’                                                                   |
| 4-3-2011                                                              | Nicosia                                                               | Italia                                                                | 0 – 1                                                                 | Canada                                                                | Cyprus Cup 2011                                                       | -                                                                     | 61’                                                                   |
| 7-3-2011                                                              | Larnaca                                                               | Scozia                                                                | 0 – 0                                                                 | Italia                                                                | Cyprus Cup 2011                                                       | -                                                                     | 70’                                                                   |
| 9-3-2011                                                              | Larnaca                                                               | Russia                                                                | 0 – 2                                                                 | Italia                                                                | Cyprus Cup 2011 - Finale 9º posto                                     | -                                                                     | 46’                                                                   |
| Totale                                                                |                                                                       | Presenze                                                              | 10                                                                    |                                                                       | Reti                                                                  | 0                                                                     |                                                                       |

## Palmarès

### Club
- Campionato italiano: 1

Bardolino: 2007-2008
- Campionato italiano di Serie B: 1

Florentia: 2017-2018
- Coppa Italia: 2

Reggiana: 2009-2010
Tavagnacco: 2013-2014
- Supercoppa italiana: 1

Bardolino: 2007